# Dzieło D-5 Twierdzy Modlin
Dzieło D-5 – jedno z dzieł pośrednich pierścienia zewnętrznego Twierdzy Modlin, wzniesione w latach 1912–1915 w ramach rozbudowy twierdzy, obecnie nieistniejące. Jedyne pozostałości to struktury ziemne, które zachowały kształt całego umocnienia. Brak części betonowych. Umocnienie zlokalizowane na skraju dzisiejszego lasu (za wsią Falbogi Borowe).